# Las colegialas
Pour plus de détails, voir Fiche technique et Distribution.
Las colegialas est un film mexicain réalisé par Miguel M. Delgado, sorti en 1946.

## Fiche technique
- Titre : Las colegialas
- Réalisation :	Miguel M. Delgado
- Assistant-réalisateur : Jorge López Portillo
- Scénario :  Miguel M. Delgado d'après une histoire de Paulino Masip
- Dialogues : Paulino Masip
- Photographie : Ezequiel Carrasco
- Cadreur : Enrique Wallace
- Montage : José W. Bustos
- Musique : Jorge Pérez H.
- Direction artistique : Vicente Petit
- Décors : José G. Jara
- Costumes : Alberto Vázquez Chardy
- Son : Nicolás de la Rosa
- Producteurs : Jesús Grovas, Vicente Saisó Piquer
- Directeur de production : Ricardo Beltri
- Société de production : Producciónes Grovas
- Société(s) de distribution :
- Pays d'origine :  Mexique
- Langue de tournage : Espagnol
- Format : Noir et blanc — 35 mm — 1,37:1 — Son : Mono
- Genre : Comédie dramatique
- Durée : 83 minutes (1 h 23)
- Dates de sortie :
  -  Mexique : 13 juin 1946

## Distribution
- María Elena Marqués : Amelia del Rosal
- Sara Guasch (es) : Señorita Leonor
- Gustavo Rojo : Gabriel Solórzano
- Marga López : Cándida
- Tony Díaz : Lorenzo Ruiz
- Enrique García Álvarez (es) : Sr. del Rosal, papá de Amelia
- Mimí Derba (es) : Doña Rosario, señora directora
- Josefina Burgos : Antonia (Toña)
- Elma Seedorf : Inés
- Fanny Schiller : Leondina
- Aurora Walker (es) : Señorita Rita
- Eugenia Galindo : Señorita Esther
- Joaquín Coss : Don Benito
- Celia Manzano (es) : Profesora Nieves
- María Antonieta :
- Carmen Novelty : Lupe, étudiante
- Edmundo Espino (es) : Père de Amanda
- José Muñoz : Policía
- Rita María Bauzá :
- Carmelita González : une étudiante (non créditée)
- Queta Lavat (es) : une étudiante (non créditée)
- Rosa María Montes : une étudiante (non créditée)
- Norma del Valle : Margarita, étudiante (non créditée)